# Крайка
Крайка (оправка, попружка) — досить вузький пояс, за допомогою якого утримувався стегновий незшитий, а пізніше зшитий одяг. Ширина її дорівнювала 3-15 см, довжина — до 3 м.

## Значення пояса
Від найдавніших часів у багатьох народів пояс, підперізування мали сакральне значення, пов'язане з ідеєю досконалості, безкінечності й водночас цілісності. Тобто магічні властивості, якими володіло коло, мав і пояс. Пояс відзначає середину або центр всесвіту, уподібнюється до пуповини як життєвого потенціалу, й це окреслює його сутність як могутнього оберега.
У замовляннях за допомогою космічного підперізування, обгородження («місяцем підпережуся, зорями обгорожуся») люди набувають надприродної сили, щоб впливати на хвороби й недобре начальство. У символіці великодньої писанки, яку невипадково дарують старцям або літнім людям, серединна смуга — пояс — означає небесний міст, який з'єднує цей і той світи і який незабаром належить пройти людям названого статусу. У народів Південного Сибіру пояс відрізняв людей від небожителів і мешканців підземного царства згідно із тричастинною будовою Всесвіту: пояс, пов'язаний на талії, засвідчував земне походження людини; боги (небожителі) носили його під пахвами, а представники нижнього, підземного світу — на стегнах.
Археологи знаходять фалічні статуетки із зображенням нагих чоловіків, проте взутих, підперезаних і в шапці, що свідчить про особливе значення, що надавалось у давнину певним частинам людського тіла й, відповідно, аксесуарам одягу, які мали їх оберігати (для цього служать також вишивки на рукавах, комірі, подолі; намисто, перстень та інші обереги). Щодо самого пояса, то в давнину всі його носили постійно — з дитинства до смерті. Звичай цей пояснювався вірою в магічну роль перепони (для нечистої сили) у формі кола й, на думку науковців, міг бути пов'язаний з іншим звичаєм, а саме ритуальним використанням зміїв. Принаймні, ще в XVII ст. у пояс шамана деякі народи зашивали справжню змію.
У багатьох повір'ях зв'язок пояса і змії простежується до сьогодні. Так, у Хорватії вірять: якщо кинути у клубок сплетених зміїв свій пояс і бігти проти сонця, щоб змії не наздогнали, то на тому місці можна знайти корінь «розрив-трави» (як відомо, «розрив- трава» має особливі магічні властивості).
Щоб не болів поперек, навесні шукають ящірку, розстеляють на землі пояс, намагаючись «перегнати» її через нього. Тоді вдягають пояс на себе. У Боснії парубок, щоб бути розумним і досягти успіхів у всіляких справах, знаходить навесні саламандру і протягує її тричі донизу під своїм поясом (вважається, що саламандра володіє таємницями мистецтва й ремесел).
Як важливий атрибут одягу, пояс відігравав особливу роль у родинних переходових обрядах.
Найвідповідальнішим моментом у житті людини був, звичайно, її перший обряд посвячення — хрестини, в якому відбувалися всі необхідні дії для того, щоб ввести дитину в суспільство, убезпечити від вражої сили.
Проте, буває, вже під час пологів досвідчена баба-бранка бачить, що дитина може передчасно померти. Тоді вона сама охрещує дитину: дає їй ім'я, надягає сорочку й підперезує. Усе це робиться для того, щоб із дитини не стало потерчати — нечистої сили. Надягання пояска на померлу дитину, обов'язкове у поховальному обряді, має захисну функцію, хоча самі виконавці обряду не завжди розуміють його призначення. П.Куліш переповідає свою розмову з селянином, який пояснює цей звичай таким чином: «Непідперезаного не треба ховати, бо на тім світі хтось дасть йому яблучко червоне граться, а воно має у пазуху сховати, а яблучко додолу.., а як випаде з пазушки…». Пояс відрізняє дитину, поховану за всіма правилами християнського обряду, від «нечистих» мерців — потерчат і русалок. На противагу таким застережним заходам як заплітання, підперізування, зав'язування, символіка розпущеного волосся, одягу, широких рукавів, босоногість (усе це асоціюється з наготою) є хтонічною ознакою і практикується в потребі виходу на «той світ» — у магічних танцях, ворожіннях, заклинаннях, деяких обрядах — викликання дощу, вигнання хмар, епідемій тощо.
Русалки в Україні уявляються дівчатками з русявим кучерявим волоссям у білій сорочці (іноді червоній) без пояса. Зовнішній вигляд лихоманки нагадує русалку: з розплетеним непокритим волоссям, без пояса, одягнена у все біле, як одягають мерців.
В усіх історичних областях України поширені перекази про блукаючі болотяні вогники — душі мертвонароджених або померлих дітей, які при зустрічі з людьми просять у них похрещення.
Потерча, за повір'ями, після семи років стає русалкою, а якщо його охрестять до цього часу, то буде янголом. Жителька села Литвяки на Полтавщині розповідала: «Ішла жінка у село, коли виходять чотири русалки, маленькі, у червоних сорочках, в долоні плетуть: „Мене мати вродила, та в хрест не вводила“. Узяла жінка соломинку та всіх перехрестила».
Як відомо, одне з місць поховання нехрещених дітей — перехрестя двох доріг. На Поділлі це пояснюється таким чином. Душі нехрещених літають біля могил і вимагають у перехожих похрещення. Той, хто почує їхній голос, повинен перехрестити пояс, назвати ім'ям і кинути: потерча візьме його й охреститься. Тому малят ховають там, де буває багато перехожих.
Особливо часто пояс згадується в повір'ях та народних оповіданнях у зв'язку з нечистою силою. Він відомий як оберіг проти відьом (чоловічий пояс). За поясом (або в тому місці, де застібають сорочку) носять полин і любисток. Щоб віднадити літати до вдовиці крилатого змія, жінку обливали святою водою, надівали на неї вивернуту сорочку й пояс, освячений у церкві.
Ворожіння вважалося справою грішною, нечистою й небезпечною. Щоб вийти на зв'язок із нечистою силою, виносили ікони, розплітали коси, розв'язували вузли, знімали з себе хрест і пояс. Розповідають, що відьма, для того, щоб перетворити весь весільний поїзд на вовків, скрутила свій пояс і поклала його під поріг хати, де відбувалося весілля. В іншому оповіданні яритник (чаклун), якого не покликали на весілля, поробив так, що молоді й усі гості розбіглися вовками — вовкулаками поробились. «А був у їхній слободі охотник такий, що ловив звіра у полі… На другий день чуть світ приходить до того охотника старий дід — знахур, і сказав йому: „Гляди, як підеш до ями і як попадуться вовки, так не бий ізразу, а додивляйся, як є на якому поясок, так розв'яжи його, бо то не вовки, а люди“. Охотник пішов до ями, а в ній попалось аж дев'ять вовків; став придивлятися, аж вони усі в поясках. Порозв'язував пояски — всі стали людьми. Це була та сама свадьба: молодий, молода і вся челядь».
У багатьох регіонах України поширене повір'я про чарівні властивості золотих ріжок, які мають деякі гадюки (їхні цариці). Гадюк із золотими рогами нібито можна побачити тоді, коли вони лізуть у вирій. Отож дехто навмисне йде в цей час рано-вранці до лісу, аби роздобути собі гадючі золоті роги, бо в того, хто ними заволодіє, вестимуться гроші, і взагалі він буде щасливим. А добути їх можна так. Кладуть червоний суконний пояс упоперек того напрямку, в якому лізе гадина (бо вона ніколи не звертає вбік і не повертається назад). Долізе вона до пояса й почне пищати: їй не хочеться скидати роги, а дітися ніде. І доти пищить усе й пищить, доки, врешті, не покладе їх на пояс.
Пояс — магічний «інструмент» багатьох обрядів, коли треба за нього щось «притягнути» або, навпаки, — від чогось оборонитись, відштовхнутись. Щоб посадити рій бджіл, через них перекидають знятий із себе пояс. Під час грому — щоб не вбив — затикають собі за пояс гілку ліщини. Від епідемій із сувою полотна робили коло навкруг усього села, й це був той магічний пояс, який мав захистити його мешканців. Під час обряду «гоніння шуляка» жінки ломили й затикали за пояс зелені гілки. Бігаючи по галявині в лісі, вони виспівували: «Ой, лісочку, ой, гайочку, не плодь яструбочка!»
Однією з весняних розваг дітей було зламати ключ диких гусей. Для цього, гадали, достатньо перерахувати їх у ключі або ж перекрити їм дорогу червоним поясом, гукаючи: «Гуси, гуси, колесом! Червоним поясом!». Щоб вони знову зібралися докупи, кричали: «Ключом, дикі гуси, ключом!».
У фольклорних творах виявляється й та ідея стосовно значущості пояса, яка прозвучала у відомій казці про пояс цариці амазонок Іпполіти: він перемагав у всякому бою, але був безсилий проти чарів кохання.
Пояс мав символічно оберігати передусім живіт і дітородну систему (щоправда, в гуцулів твердий шкіряний пояс захищав людину й фізично — від виробничих травм і бойових поранень). Колись був звичай повивати новонароджену дитину в широкий материнський пояс.
Зосереджується увага на особливій функції пояса і в українських казках. В одній із них стара дає дівчині тонкий поясок і повчає її: «Запережись і будь смирною перед Ольден-квітом. Коли скаже, аби ти стала його жінкою, засунь ліву руку під поясок і дай свою згоду.., запам'ятай добре: роби все, тримаючи ліву руку під пояском. Він має чарівну силу».
У деяких обрядах пояс надягають не лише на людей, а й на дерева. Відомо, що навесні, вперше почувши кування зозулі, питають у неї, скільки років залишилось жити. Для того, щоб зозуля довше кувала й не полетіла з гілки, до неї тихенько підкрадаються й поясом перев'язують дерево, на якому вона сидить. На Новий рік батьки підперізують дітей, які ходять від хати до хати посівати збіжжям. Підперізують перевеслами з соломи й дерева у садку. Це має сприяти родючості, багатству, врожаям.

## Пояс в історії
Ці вироби здавна слугували обов'язковими елементами і водночас прикрасами одягу. В XIII—XV ст. дорогоцінні пояси були важливою соціальною ознакою, символом феодальної гідності можновладців. Золоті та золочені, прикрашені перлами, сердоліком пояси передавали у спадок як особливо цінну частку майна. У XVI—XVII ст. зміни в костюмі знаті зменшили соціальну функцію поясів, однак їхня декоративна роль зберігалася.
У XVIII ст. серед багатих верств українського населення, в тому числі серед козацької старшини, набули поширення пояси з дорогих тканин. Шовкові, заткані золотом і сріблом пояси привозили в Україну з Китаю, Туреччини та Персії. Особливо цінувалися перські пояси з тонкого кашеміру, з однобічним орнаментом, вишуканих кольорів і малюнків.
У середині XVIII ст. на території Білорусі, у м. Слуцьку, була заснована одна з найбільших мануфактур із виробництва поясів. Попит на слуцькі золототкані пояси був великим по всій імперії. Характерною особливістю слуцьких поясів була двобічність: кожен із боків мав свій колір і візерунок. Багаті шовкові з рослинним малюнком слуцькі пояси були прикрасою святкового одягу запорізьких козаків. Наприкінці XVIII ст. слуцька мануфактура поступово почала занепадати через відсутність сировини, яку необхідно було довозити з-за кордону. Проте традиція носіння широких тканих поясів, у колориті й малюнку яких відчутні східні мотиви, зберігалася в Україні до кінця XIX ст.
У народному костюмі кінця XIX — початку XX ст. пояси виконували різноманітні функції. За їхньою допомогою закріплювався поясний та охоплювався розпашний верхній одяг; вони захищали та стягували м'язи живота під час тяжкої фізичної праці; на них тримали різні предмети повсякденного вжитку; нарешті, вони були своєрідними талісманами та прикрасами. Як витвори народного мистецтва, пояси часто були художньо неповторними.
У слов'янських народів здавна існувала традиція зображати на поясі знаки-обереги, символи, емблеми, а в XIX ст. в орнаментацію пояса іноді вписували ініціали або ім'я власника, дату та місце його народження, а також ім'я коханого чи коханої. Пояси пов'язані і зі сферами народної етики та обрядовості. За звичаєм, показатися на людях без пояса означало скомпрометувати себе. Білий пояс-рушник був обов'язковим для нареченої під час весільного обряду. На Поліссі жінка дарувала чоловікові червоний пояс, який мав оберігати його від нещастя. На Полтавщині молода підперізувала свого обранця вишитим поясом, котрий, за народними повір'ями, збільшував чоловічу силу. Пояс підкреслював святковість одягу, був показником заможності.
Локальну своєрідність традиційних поясів створювали матеріал, розмір, техніка виготовлення, орнаментація і колорит, а також способи пов'язування. Пояси робили з вовни, льону, конопель, тканини, шкіри. Заможне населення використовувало шовк-сирець різних кольорів, срібну та золоту нитки.
Наприкінці XIX ст. найпоширенішими були вовняні саморобні пояси, по-фарбовані домашнім способом у яскраві червоний, зелений та інші кольори. Бідніше населення носило нефарбовані білі пояси або ж просто лико чи мотуззя.
Крім саморобних, поширені були й пояси, зроблені міськими ремісниками. Починаючи з другої половини XIX ст. саморобні пояси поступово замінюються фабричними.
За розміром (особливо шириною) і призначенням можна виділити дві групи жіночих поясів. По-перше, це досить вузькі пояси — крайки (окрайки, по-пружки), за допомогою яких тримався на стані стегновий незшитий, а пізніше і зшитий одяг. По-друге, це пояси широкі (до 30 см), якими здебільшого підперізували різні види верхнього вбрання, а в деяких випадках керсетки.

## Різновиди поясів, способи зав'язування

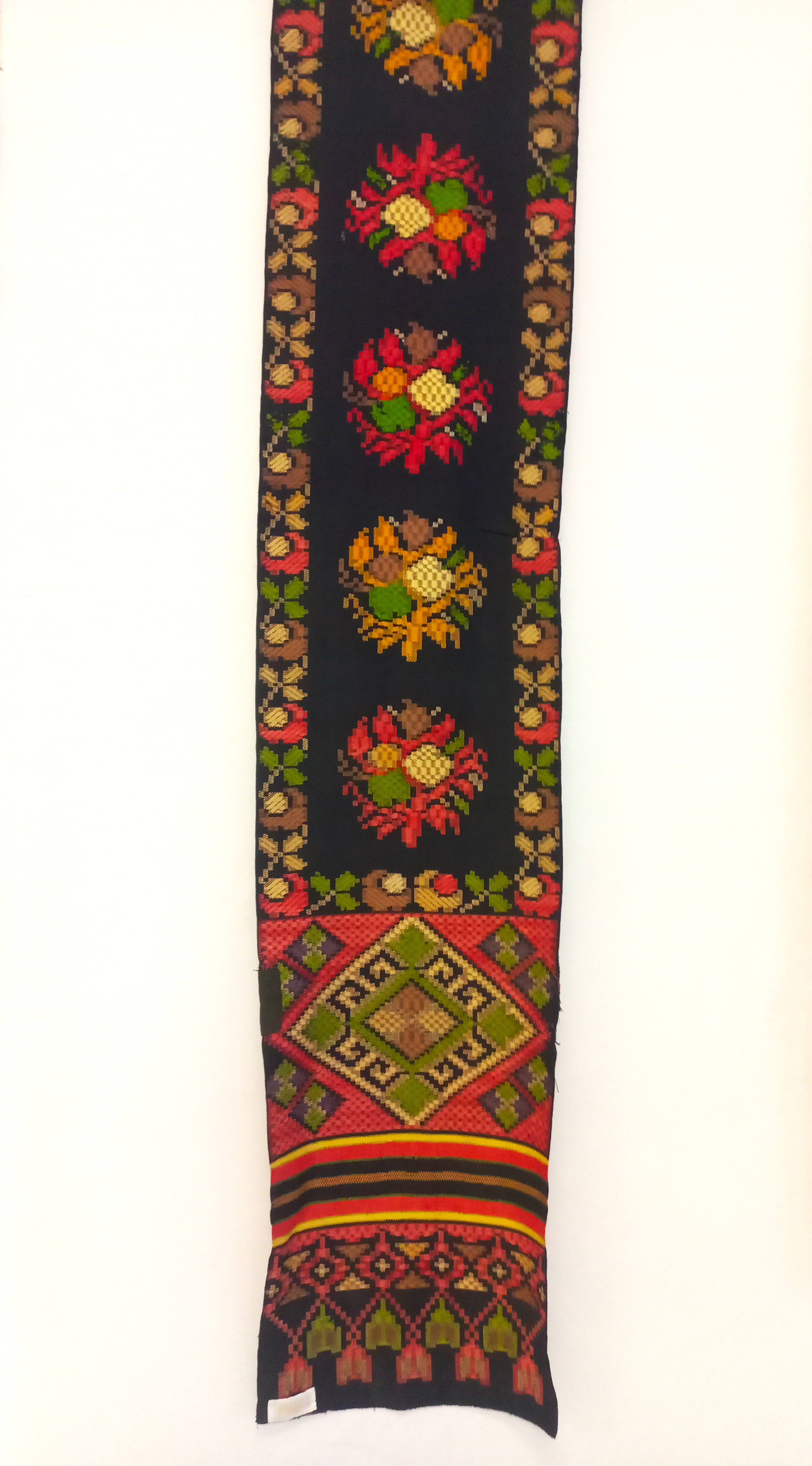
Фрагмент крайки

За технікою виготовлення пояси були ткані та плетені. Пояси, ткані без допомоги ткацького верстата — на дощечках, на нитку, на бердечці,— могли бути однотонними, без малюнка, або ж пофарбованими в червоний чи зелений колір, а також поліхромними, з виразним орнаментальним малюнком геометричного або рослинного характеру. Викінчувалися пояси різнокольоровими торочками або великими кулястими китицями — кутасами. Одночасно побутували пояси, плетені особливим способом — по стіні. Іноді у плетених поясах чергувалися різні техніки плетіння з елементами в'язання, що створювало цікавий зоровий ефект. Можна навести приклади різних способів пов'язування поясів, які надають певну локальну специфіку комплексам народного одягу. На більшій частині України пояси пов'язували поверх сорочки та розпашного, а потім і зшитого стегнового одягу, зав'язуючи на вузол ззаду. На правобережній Черкащині їх часто пов'язували і поверх керсетки, зав'язуючи спереду великим бантом. Підперізуючи верхній одяг, пояси часом закладали в такий спосіб, що їхні кінці підтикалися по боках і вільно звисали додолу. Пояси відігравали велику роль у загальному композиційному вирішенні костюма, істотно впливали на силует усього комплексу. Завдяки різним способам пов'язування поясів убрання набувало різних візуальних акцентів, а кольорова гама пояса була одним з вирішальних моментів у загальній колористиці комплексу вбрання.